# さいだん座ゼータ星
さいだん座ζ星（英語: Zeta Arae）は、さいだん座にある3等級の恒星である。δ星と共にTseen Yinと呼ばれることもある。見かけの明るさは3.127等で、南半球の郊外の空で見ることができる。ヒッパルコスによる年周視差の観測結果から、地球からの距離は約490光年とされている。
さいだん座ζ星のスペクトル分類はK3III型である。この III は、中心核では核融合反応の燃料となる水素を使い果たし、主系列星の段階から巨星へと進化したことを示す。表面温度は4,246Kと、太陽 (5,778K) よりも低温であり、この温度では恒星は橙色に見える。さいだん座ζ星の周辺では赤外超過が観測されており、周囲に塵円盤などの何かしらの物質が存在している可能性がある。
中国では、ζ星はε1星、γ星、δ星、η星と共に、亀を意味する「龜」という星群を成している。ζ星は、この5番目の恒星とされているため、龜五と呼ばれることもある。